# Epicocconon
Epicocconon ist ein Fluoreszenzfarbstoff aus dem Pilz Epicoccum nigrum.

## Eigenschaften und Verwendung
Das wasserlösliche Epicocconon fluoresziert schwach grünlich (λem = 520 nm) in seiner protonierten Form, nach Bindung eines Proteins verschiebt sich die maximale Fluoreszenz zu einer Wellenlänge von 605 nm. Das Absorptionsmaximum liegt bei 395 nm. Bei Zugabe von Base wird ein Proton abgegeben. Das resultierende Anion verliert jedoch die Fähigkeit zu fluoreszieren:
Der Farbstoff kann mit primären Aminen reagieren. Dies wird in der Biochemie im Rahmen einer Proteincharakterisierung genutzt, um Proteine anzufärben, insbesondere bei der Mengenbestimmung in Lösungen, zur Verfolgung einer Proteolyse, bei der SDS-PAGE, bei der 2D-Gelelektrophorese mit In-Gel-Verdau und massenspektrometrischer Analyse, sowie als Ladekontrolle bei Western Blots (Nachweisgrenze 1 ng nach 40 Minuten). Die Färbung ist reversibel und kompatibel mit einer Immunfärbung oder Massenspektrometrie. Bei der Reaktion bildet sich ein intensives, rot-fluoreszierendes Enamin. Sollten die Proteine aber in einem zu basischem Milieu vorliegen, wird das Enaminprodukt deprotoniert und verliert seine fluoreszenten Eigenschaften.

## Synthetische Variante

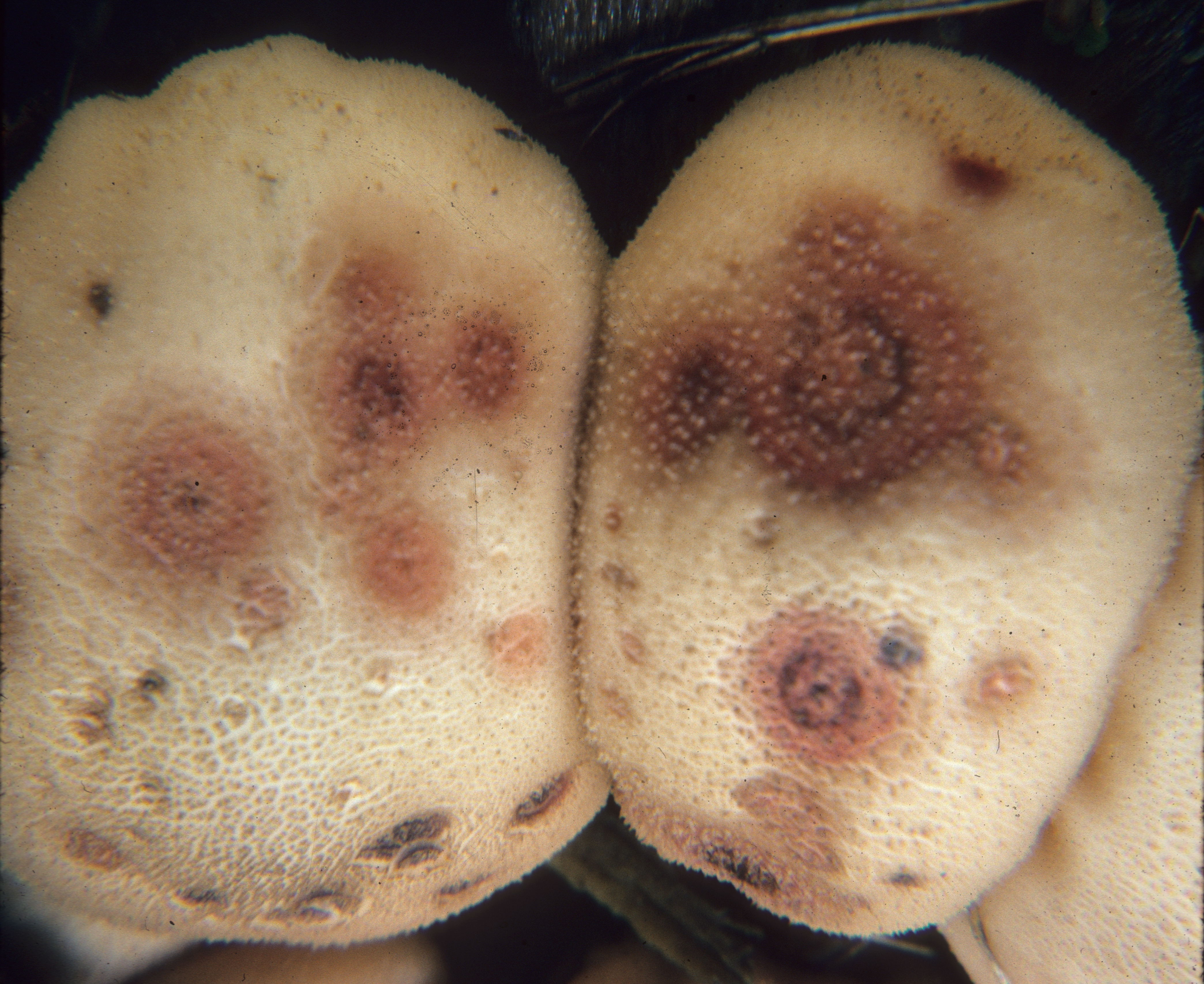
Epicoccum nigrum (dunkel)

Neben der natürlichen Variante aus dem Pilz existiert der Farbstoff mittlerweile auch als synthetisches Produkt. Bezüglich der Färbeeigenschaften von Proteinen gibt es keine Unterschiede zwischen der natürlichen und der synthetischen Variante.